# Федерико де Роберто
Федерико де Роберто (на италиански: Federico De Roberto) е италиански поет и писател на произведения в жанра драма, пътепис и документалистика.

## Биография и творчество
Федерико де Роберто е роден на 16 януари 1861 г. в Неапол, Италия. През 1870 г. се премества със семейстовото си в Катания. Първоначално учи природни науки в Техническия институт „Карло Джемеларо“, но след това завършва литература и латинска филология.
Започва кариерата си като като литературен критик на „Кориер дела сера“ и журналист за национални вестници, където се среща с Джовани Верга и Луиджи Капуана, известни писатели в стил верзъм, и се запознава с литературните кръгове на Милано.
През 1891 г. прави литературния си дебют с есето „Polemica“. През 1887 и 1888 г. са издадени сборниците му с разкази „La sorte“ и „Documenti umani“.
Първият му роман „Ermanno Raeli“ е издаден през 1889 г. и в голяма степен е автобиографичен.
През 1891 г. е издаден първият му роман „L'illusione“ от поредицата „Фамилия Узеда“. Главна героиня е неспокойната италианска аристократка Тереза Узеда, чийто любовен живот и скандали се развиват на фона на аристократична и патриархална Сицилия. Вторият роман от поредицата „Вицекралете“, въпреки усилената му работа по него, не е успешен. През 2007 г. е екранизиран в едноименния филм с участието на Алесандро Презиоси.
През 1897 г., разочавон от неуспеха на произведенията си, се заселва за постоянно в Катания и работи като библиотекар.
Федерико де Роберто умира от флебит на 26 юли 1927 г. в Катания. Творчеството му е преоткрито за литературата през 50-те години на века.

## Произведения

### Самостоятелни романи
- Ermanno Raeli (1889)
- La morte dell'amore (1892)
- Spasimo (1897)
- Gli amori (1898)
- Leopardi (1898)
- Il colore del tempo (1900)
- La messa di nozze; Un sogno; La bella morte (1911)
- Le donne, i cavalier' (1913)
- Al rombo del cannone (1919)
- La „Cocotte“ (1920)
- All'ombra dell'olivo (1920)
- Ironie (1920)

### Серия „Фамилия Узеда“ (Uzeda)
1. L'illusione (1891)
2. I Viceré (1894)
Вицекралете, изд.: „Народна култура“, София (1973), прев. Виолета Даскалова
3. L'Imperio (1929) – незавършен, издаден посмъртно

### Сборници
- La sorte (1887) – разкази
- Documenti umani (1888) – разкази

### Поезия
- Arabeschi (1883)
- Encelado (1886)

### Документалистика
- Rapisardi e Carducci. Polemica (1881)
- L'albero della scienza (1890)
- Processi verbali (1890)
- L'amore. Fisiologia, psicologia, morale (1895)
- Una pagina della storia dell'amore (1898)
- Come si ama (1900)
- L'arte (1901)
- Catania (1907)
- Randazzo e la Valle dell'Alcantara (1909)

### Екранизации
- 2007 Вицекралете, I Viceré